# Alfresco
Alfresco è un enterprise content management per Microsoft Windows e per sistemi unix-like.
È disponibile in due versioni: la Community Edition che è software libero pubblicato sotto la licenza libera GNU GPL e l'Enterprise Edition che è la versione proprietaria con supporto commerciale.
È orientato verso gli utenti che richiedono un elevato grado di modularità e prestazioni scalabili. Alfresco comprende un repository di contenuti, un portale web "out-of-the-box" per la gestione e l'utilizzo standard del contenuto del portale, una interfaccia di file CIFS che fornisce la compatibilità del sistema in Microsoft Windows e Unix, un Content Management System in grado di virtualizzare applicazioni web e siti statici tramite Apache Tomcat, il motore di ricerca Lucene e il flusso di lavoro jBPM.
Alfresco è sviluppato in Java, JSP e JavaScript.

## Contenuti
- Document management system
- Content management system
- Repository con controllo versione (simili a Subversion)
- Sovrapposizione trasparente (simile a UnionFS)
- Record Management
- Image Management
- XForms generati automaticamente con supporto AJAX
- Accesso ai repository via CIFS/SMB, FTP, WebDAV e CMIS
- Activiti BPMN2 workflow
- Ricerca tramite Lucene
- Federated servers
- Supporto multilingua
- Portable application packaging
- Supporto multipiattaforma (Microsoft Windows, GNU/Linux e Oracle Solaris)
- Browser-based GUI (supporto ufficiale con Internet Explorer e Mozilla Firefox)
- Integrato con Microsoft Office e LibreOffice[2]
- Supporto a computer cluster